# Putere (politică internațională)
Puterea este o relație socială caracteristică oricărei comunități umane, indiferent de dimensiunile ei, atât la scară națională, cât și la scară internațională.
Puterea socială se manifestă sub forme diferite, funcție de domeniul în care acționează (putere politică, economică, militară, tehnologică, etc.).
Ca element de organizare și reglare a vieții sociale, puterea fixează scopurile activității umane și mijloacele necesare realizării obiectivelor. Puterea impune ordinea socială, iar la rândul ei, ordinea socială generează putere, cele două elemente condiționându-se reciproc.
Fenomen extrem de complex, puterea prezintă trăsături proprii: 
- reprezintă un element esențial și permanent al relațiilor sociale, prin intermediul căruia se asigură funcționarea comunității;
- se prezintă sub forma unor centre ale puterii, ierarhizate pe ansamblul vieții sociale, în raport de poziția ierarhică și resursele celor care o exercită, precum și de domeniul în care acționează;
- reprezintă relația dintre două categorii de subiecți – cei care conduc și cei care sunt conduși, și aceasta indiferent de natura și amploarea mediului în care acționează.

Pentru adepții realismului, politica este o luptă pentru putere deoarece
- puterea este o constantă a sistemului internațional;
- statele folosesc forța pentru a-și proteja interesele, motiv pentru care interesul primar este de a obține cât mai multă putere și influență;
- starea naturală a sistemului internațional este cea de competiție și conflict;
- managementul puterii este principala problemă a relațiilor internaționale, deoarece pentru securitate este nevoie de un echilibru al puterii (balance of power).

Din rândul celor care au promovat realpolitik-ul în relațiile internaționale, concepția lui Hans Morgenthau asupra puterii, prezentată în Politics Among Nations: The Struggle for Power and Peace, este emblematică . Teza lui Morgenthau este simplă: puterea este o relație psihologică între cei care o exercită (și care influențează, astfel, deciziile) și cei asupra cărora este exercitată. 
Potențialul de putere derivă din mai multe surse. Astfel, sursele de putere sunt: geografia și populația unui stat, capacitățile industriale și resursele naturale care le susțin, capacitățile militare și diplomația, voința populară și calitatea leadership-ului, organizarea internă a statului și strategiile create pentru atingerea obiectivelor naționale.